# Ilsea minuta
Ilsea minuta är en fjärilsart som beskrevs av Druce 1898. Ilsea minuta ingår i släktet Ilsea och familjen nattflyn. Inga underarter finns listade i Catalogue of Life.